# Issoria issaea
Issoria issaea är en fjärilsart som beskrevs av Moore 1846. Issoria issaea ingår i släktet Issoria och familjen praktfjärilar. Inga underarter finns listade i Catalogue of Life.